# إل تي بي بي

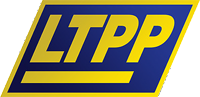
شعار

إل تي بي بي هو مشروع بحثي تدعمه FHWA لجمع وتحليل بيانات الرصيف في الولايات المتحدة و كندا. حاليا تستحوذ الشركة على أكبر قاعدة بيانات لأداء الطرق.
يقوم برنامج إل تي بي بي بجمع البيانات من الطرق أثناء الخدمة وتحليلها كما هو مخطط له من قبل SHRP. وتهدف الخطة إلى فهم الأسباب الكامنة وراء الأداء الرديء أو الجيد للأرصفة. وبالتالي، يتم دراسة آثار المعلمات المختلفة مثل الطقس، وإجراءات الصيانة والمواد وحركة المرور على الأداء. يتم جمع البيانات في الوقت المناسب، ومن ثم تحليلها لفهم والتنبؤ أداء الطرق. ومن الجدير بالذكر أن برنامج إل تي بي بي تم نقله من SHRP إلى FHWA في عام 1992 لمواصلة العمل.

## مسابقة
تحتفظ شركة LTPP بمسابقة دولية سنوية تحليل البيانات بالتعاون مع الجمعية الأمريكية للمهندسين المدنيين. من المفترض أن يستخدم المشاركون بيانات إل تي بي بي.